# Сога-но Инамэ
 Сога-но Инамэ  (яп. 蘇我稲目,  506 (?) — 22 марта 570) — японский государственный и политический деятель VI века периода Асука, времён правления Императора Киммэя.

## Биография
Сога-но Инамэ был представителем аристократического рода Сога и первым из обладателей должности о-оми, о котором имеются документальные сведения.
Сога-но Инамэ известен как один из самых ярых сторонников буддизма в период, когда эта религия была завезена в Японию из Кореи. Противниками новой религии были Мононобэ-но Окоси и Накатоми-но Камако.
Его дочери Китаси-химэ и Оанэ-но-кими были жёнами императора Киммэя. Китаси-химэ стала матерью императора Ёмэя и императрицы Суйко, Оанэ-но-кими — матерью императора Сусюна.